# Карейру-да-Варзеа

Карейру-да-Варзеа на карте штата.

Карейру-да-Варзеа (порт. Careiro da Várzea)  —  муниципалитет в Бразилии. Входит в штат Амазонас. Составная часть мезорегиона Центр штата Амазонас. Входит в экономико-статистический  микрорегион Манаус, который входит в Центр штата Амазонас. Население составляет 23 930 человек на 2010 год. Занимает площадь 2631,14 км². Плотность населения — 9,09 чел./км².

## Границы
Муниципалитет граничит:
- на севере —  муниципалитет Манаус
- на северо-востоке —  муниципалитет Итакуатиара
- на юго-востоке —  муниципалитет Аутазис
- на юге —  муниципалитет Карейру
- на западе —  муниципалитет Ирандуба

## Демография
Согласно сведениям, собранным в ходе переписи 2010 г. Национальным институтом географии и статистики (IBGE), население муниципалитета составляет:
| Полное население                               | Полное население                               | Полное население                               | Полное население                               | 23 930 |
| ---------------------------------------------- | ---------------------------------------------- | ---------------------------------------------- | ---------------------------------------------- | ------ |
| в том числе:                                   | Городское население                            | 1000                                           | Процент городского населения, %                | 4,18   |
|                                                | Сельское население                             | 22 930                                         | Процент сельского населения, %                 | 95,82  |
|                                                | Мужское население                              | 12 688                                         | Процент мужского населения, %                  | 53,02  |
|                                                | Женское население                              | 11 242                                         | Процент женского населения, %                  | 46,98  |
| Плотность населения, чел/км²                   | Плотность населения, чел/км²                   | Плотность населения, чел/км²                   | Плотность населения, чел/км²                   | 9,09   |
| Население муниципалитета в % к населению штата | Население муниципалитета в % к населению штата | Население муниципалитета в % к населению штата | Население муниципалитета в % к населению штата | 0,69   |

По данным оценки 2015 года, население муниципалитета составляет 27 981 житель.

## Важнейшие населенные пункты
| № | Населённый пункт  | Населённый пункт (порт.) | Категория         | Население чел. (2010) | На карте                       |
| - | ----------------- | ------------------------ | ----------------- | --------------------- | ------------------------------ |
| 1 | Карейру-да-Варзея | Careiro da Várzea        | город             | 1000                  | 3°11′50″ ю. ш. 59°49′35″ з. д. |
| 2 | Порту-да-Балса    | Porto da Balsa           | поселок           | 1841                  | 3°11′30″ ю. ш. 59°52′11″ з. д. |
| 3 | Сессайна          | Cessaina                 | индейская деревня | 62                    | 3°21′29″ ю. ш. 59°17′43″ з. д. |